# Strömstads, Lysekils, Marstrands, Kungälvs och Åmåls valkrets
Strömstads, Lysekils, Marstrands, Kungälvs och Åmåls valkrets var vid riksdagsvalet 1908 till andra kammaren en egen valkrets med ett mandat. Valkretsen avskaffades vid införandet av proportionellt valsystem i valet 1911, då städerna fördelades mellan Göteborgs och Bohus läns södra valkrets (Marstrand och Kungälv), Göteborgs och Bohus läns norra valkrets (Strömstad och Lysekil) samt Älvsborgs läns norra valkrets (Åmål).

## Riksdagsman
- Assar Åkerman, liberal vilde (1909–1911)

## Valresultat

### 1908
| Andrakammarvalet i Sverige 1908: Strömstads, Lysekils, Marstrands, Kungälvs och Åmåls valkrets | Andrakammarvalet i Sverige 1908: Strömstads, Lysekils, Marstrands, Kungälvs och Åmåls valkrets | Andrakammarvalet i Sverige 1908: Strömstads, Lysekils, Marstrands, Kungälvs och Åmåls valkrets | Andrakammarvalet i Sverige 1908: Strömstads, Lysekils, Marstrands, Kungälvs och Åmåls valkrets | Andrakammarvalet i Sverige 1908: Strömstads, Lysekils, Marstrands, Kungälvs och Åmåls valkrets |
| Kandidat                                                                                       | Kandidat                                                                                       | Röster                                                                                         | Röster                                                                                         | Röster                                                                                         |
| Kandidat                                                                                       | Kandidat                                                                                       | Antal                                                                                          | %                                                                                              | +− %                                                                                           |
| ---------------------------------------------------------------------------------------------- | ---------------------------------------------------------------------------------------------- | ---------------------------------------------------------------------------------------------- | ---------------------------------------------------------------------------------------------- | ---------------------------------------------------------------------------------------------- |
|                                                                                                | Assar Åkerman                                                                                  | 510                                                                                            | 51,2                                                                                           |                                                                                                |
|                                                                                                | Axel Sundberg                                                                                  | 487                                                                                            | 48,8                                                                                           |                                                                                                |
| Antal giltiga röster                                                                           | Antal giltiga röster                                                                           | 997                                                                                            |                                                                                                |                                                                                                |
| Kasserade röster                                                                               | Kasserade röster                                                                               | 3                                                                                              |                                                                                                |                                                                                                |
| Totalt                                                                                         | Totalt                                                                                         | 1 000                                                                                          |                                                                                                |                                                                                                |

Valet ägde rum den 5 september 1908. Valdeltagandet var 68,4%.
| Resultat per stad | Resultat per stad | Resultat per stad | Resultat per stad |
| Stad              | Åkerman           | Sundberg          | Totalt            |
| ----------------- | ----------------- | ----------------- | ----------------- |
| Lysekil           | 102               | 206               | 308               |
| Åmål              | 196               | 103               | 299               |
| Strömstad         | 122               | 79                | 201               |
| Marstrand         | 61                | 46                | 107               |
| Kungälv           | 29                | 53                | 82                |
| Hela valkretsen   | 510               | 487               | 997               |